# Света Петка (дем Лерин)
Вижте пояснителната страница за други значения на Света Петка.
| “ | Ваше Превъзходителство, През нощта срещу 17 юни една гръцка чета, придружена от съселяните ми: Тане Димитров, Кръсте Димов, Петре Христов и Десин Йоанов и от учителите на с. Опсирини Спасе Христов, Сотир Грозданов, Петре Йоанов и Стерьо Секуловски, влезна в селото ни, уби баща ми Нешко, изгори къщата ни (ново здание), сичката покъщнина и мобили, неколко коне, както и трупа на баща ни. Гореизложеното съобщих на Н. Високопревъзходителство Хилми паша както и на съдебните власти, обаче посочените по-горе лица се оправдаха и пуснаха. Моля повторно да се разгледа делото и да се накажат виновните. С. Света Петка (Битолско) С почитание, Христо Нешков 8 август 1906 г. | ” |
|   | |   |

Света Петка (на гръцки: Αγία Παρασκευή, Агия Параскеви) е село в Република Гърция, в дем Лерин (Флорина), област Западна Македония.

## География
Селото е разположено на Мала река на 12 километра северно от демовия център Лерин (Флорина) и на 4 километра северозападно от Долно Клещино (Като Клинес) в подножието на планината Пелистер, в северозападния край на Леринското поле близо до границата със Северна Македония.

## История

### В Османската империя
В началото на XX век Света Петка е чисто българско село в Леринска каза. В 1900 година според статистиката на Васил Кънчов („Македония. Етнография и статистика“) в селото живеят 550 българи християни.
На Етнографската карта на Битолския вилает на Картографския институт в София от 1901 година Света Петка е чисто българско село в Битолската каза на Битолския санджак с 61 къщи.
Всички жители на Света Петка са под върховенството на Цариградската патриаршия. По данни на секретаря на Българската екзархия Димитър Мишев („La Macédoine et sa Population Chrétienne“) в 1905 година в селото има 480 българи патриаршисти гъркомани.
В селото има три църкви – „Света Петка“ от 1570 година, изгорена през 1827 година и възстановена като параклис през 1886; „Свети Николай“ от 1856 година и „Свети Димитър“ от 1859 година.
През пролетта на 1908 година в Света Петка са открити 17 пушки Гра, арестувани са 17 селяни и затворени в Лерин.

### В Гърция
През 1912 година през Балканската война Света Петка е окупирано от гръцки части и след Междусъюзническата война в 1913 година попада в Гърция. Боривое Милоевич пише в 1921 година („Южна Македония“), че Света Петка има 50 къщи славяни християни.
След разгрома на Гърция от Нацистка Германия през април 1941 година в селото е установена българска общинска власт. В общинския съвет влизат Наум Сидеров, Георги Смърденков, Тодор Симеонов, Гаврил Симеонов, Васил Симов, Петре Чикдронов, Траян Иванов, Кръсте Стоев, Георги Янев, Трендо Гащев. Селото пострадва от окупационните власти. През 1942 година делегация от Леринско изнася изложение молба до Богдан Филов, в което заявява:
| „ | От село Света Петка, убит [от гърците] Георги Смърденков, защото е бил направил списъка на селяните от селото, за да бъде представен на германските власти. Затворени има в Лерин още 4 души. | “ |

В 1981 година селото има 231 жители. Според изследване от 1993 година селото е чисто „славофонско“, като „македонският език“ в него е запазен слабо.
| Име       | Име         | Ново име | Ново име | Описание |
| --------- | ----------- | -------- | -------- | -------- |
| Палтушица | Παλτουσίτσα | Аготика  | Άγιωτικά |          |

Преброявания
- 1981 - 231 души
- 2001 - 209 души
- 2011 - 136 души

## Личности
Родени в Света Петка
- Димитър Кочевски - Мичо (р. 1943), северномакедонски художник
- Михаил Сърбинов - Гоце (1920 - 1947), гръцки комунист[12]
- Димитрий Янев (Димитриос Йоанидис), гръцки учител, завършил в Битоля
- Здраве Дамчев (Здравис Дамцис), участник в Гръцко-турската война
- Корон Паскалов Коронов (Коронис Пасхалис Коронеос), деец на гръцката пропаганда в Македония
- Наум Христов (1886 – ?), български революционер и емигрантски деец в САЩ

Български общински съвет в Света Петка в 1941 година
- Наум Сидеров
- Георги Смърденков
- Тодор Симеонов
- Гаврил Симеонов
- Васил Симов
- Петре Чикдронов
- Троян Иванов
- Кръсте Стоев
- Георги Янев
- Трендо Гащев[7]